# Slhoki
 (octobre 2018).
Si vous disposez d'ouvrages ou d'articles de référence ou si vous connaissez des sites web de qualité traitant du thème abordé ici, merci de compléter l'article en donnant les références utiles à sa vérifiabilité et en les liant à la section « Notes et références ».
Slhoki, né le 7 mai 1976 à Lausanne, est un dessinateur de bande dessinée suisse.

## Œuvre
- Anecdotes - Ni bête ni têtu, scénario de Raphaël Tanguy, Céka et Benjamin Leduc, dessins de Jaap de Boer, Cédric Pérez, Juan María Córdoba, Didier Ray, Philippe Bringel, Jeff Baud, Marcel Uderzo, Jacky Clech', Christelle Lardenois, Thierry Olivier, Marc Charbonnel, Sylvain Chevalier, Slhoki et Katia Even, Association l'Eure du Terroir, 2011  (ISBN 978-2-9533278-4-7)

- Les Militaires, scénario de Benjamin Leduc, dessins de Slhoki, Clair de Lune

1. Arrête ton char, 2007  (ISBN 978-2-353-25023-3)
2. En avant… Marche !, 2008  (ISBN 978-2-353-25071-4)
3. Ça boum ?, 2009  (ISBN 978-2-353-25160-5)

- Monstres en délire, scénario de Jego, dessins de Slhoki, BacaBD Éditions

1. Des Voisins d'enfer, 2012  (ISBN 2-919274-05-8)